# 1067
1067 је била проста година.

## Догађаји
- Википедија:Непознат датум — Владавина арапске династије Абадида у Севиљи у данашњој Шпанији (од 1023. до 1091).

- 3. март — Град Минск се први пут помиње у хроникама у вези са битком на реци Немиги, где је Всеслав Брјачиславич поражен од тријумвирата Јарославича.
- 23. мај — Смрт цара Константина Дуке. Власт је прешла на његове синове Михаила, Константина и Андроника и њихову мајку Евдокију. Победа Синклета.
- Вилијамов поход на југ Енглеске. Његов повратак у Нормандију. Побуне у Нортумбрији, Велсу и Кенту.
- Женидба Малколма III, краља Шкотске, са Маргарет, сестром Едгара Етелинга (око 1050 — око 1110), унука Едмунда II Неустрашивог, који је живео на његовом двору од 1066. године.
- Вестарх и војвода од Сердике Роман Диоген покушава да организује заверу, али је откривена. Роман је прогнан у Кападокију. По савету синклита, Евдокија позива Романа у престоницу.
- 31. децембар — Венчање Романа и Евдокије.
- Побуна Кавурда, гувернера Кирмана.
- Зима — Изјаслав Јарослављич, заједно са својом браћом Свјатославом и Всеволодом, ратује против Всеволода Полоцког, који је заузео Велики Новгород.
- Полоцки кнез Всеслав Брјачиславич поразио је новгородског гувернера Мстислава Изјаславича у бици на реци Черехи, затим је заузео, спалио и опљачкао Велики Новгород.
- 3. март — Всеслав Брјачиславич је поражен од Јарославича на реци Немиги (близу Минска), побегао је са бојишта, али је касније ступио у преговоре са њима.
- 10. јул  — током састанка на Дњепру у Оршачкој области, Јарославичи су подмукло заробили Всеволода Брјачиславича и његова два сина, упркос заклетви о неповредивости која му је дата. Сви заробљеници су пребачени у Кијев ради затварања.
- Угушивање устанка у Херсону од стране Руса.
- Изјаслав I Јарославич је закључио споразум са својом браћом, према којем је Свјатослав Јарославич добио Новгород, а Всеволод Јарославић Владимирско-Волинску кнежевину и око 2/3 Смоленске.
- Словенско насеље су заузели Половци и дали му име Азак (данашњи Азов) .

## Смрти
- Википедија:Непознат датум — Преподобни Георгије Иверски - хришћански светитељ.

- Константин X Дука

- Јован Комнин (доместик схола)

- Мономахина